# إن إتش كي وورلد
إن إتش كي وورلد (بالإنجليزية: NHK World)‏ أو ''إن إتش كي وورلد اليابان'' (بالإنجليزية: NHK WORLD JAPAN)‏ هي الخدمات الإذاعية والتلفزيونية الموجهة إلى خارج  اليابان والتي تقدمها هيئة الإذاعة والتلفزيون اليابانية NHK. تهدف NHK WORLD إلى تعزيز التفاهم الدولي بين اليابان والعالم بتقديم تحليل للأوضاع الراهنة ووجهات النظر في اليابان وسائر أرجاء آسيا فضلا عن بث نطاق واسع من المعلومات للمواطنين اليابانيين المقيمين في الخارج. وتضم NHK WORLD ثلاث خدمات هي: تلفزيون NHK WORLD و Premium NHK WORLD وNHK WORLD راديو اليابان الدولي.

## تلفزيون NHK
يبث تلفزيون NHK WORLD نشرات إخبارية وبرامج تلفزيونية معلوماتية على مدار الساعة لمعظم أنحاء العالم عبر ثلاثة أقمار اصطناعية. ويمكن استقبال هذه الخدمات غير المشفرة بواسطة أي شخص لديه طبق استقبال مناسب وجهاز مولف رقمي.

## NHK World Premium
عبارة عن خدمة توزيعية لبرامج NHK على مدار الساعة لمحطات التلفزيون الكابلية والقنوات الفضائية الأجنبية وغيرها، وفضلا عن الأخبار والبرامج المعلوماتية فإن خدمة NHK WORLD Premium تتضمن مواد ترفيهية مثل الأعمال الدرامية والعروض الموسيقية اليابانية الشعبية وبرامج الأطفال والرياضة وغيرها. ويمكنك مشاهدة خدمة NHK WORLD Premium بالتعاقد مع قنوات فضائية أو كابلية.

## راديو اليابان الدولي
خدمة إذاعية على الموجات القصيرة تبث إلى أنحاء العالم باثنتين وعشرين لغة، من بينها اليابانية والإنغليزية، ما مجموعه خمسة وستون ساعة في اليوم من الأخبار والبرامج المعلوماتية والمواد الثقافية ودروس تعلم اللغة اليابانية وغيرها. كما يقدم راديو اليابان الدولي في أوقات الطوارئ، مثل الكوارث الطبيعية أو الصراعات، المعلومات الضرورية للمناطق المعنية.

## عن الخدمة العربية في راديو اليابان
منذ بدء البث العربي من القسم الدولي بهيئة الإذاعة والتلفزيون اليابانية NHK World، في الأول من يناير كانون الثاني عام 1941، وأنتم دائماً معنا في العين والقلب، إذ نسعى لكي تكون برامجنا وفقراتنا إحدى قنوات تعميق التفاهم والصداقة بين الشعبين الياباني والعربي. ونلتقي بكم يومياً عبر الأثير من خلال فترتين إذاعيتين تغطيان دول الشرق الأوسط وشمال وغرب أفريقيا حيث نوافيكم بأحدث الأنباء عن اليابان وآسيا والعالم، ونقدم كذلك مجموعة متنوعة من الفقرات التي ترسم صورة حية عن اليابان، تتعرفون من خلالها على اليابان سياسياً واقتصادياً وثقافياً.
في المجلات الأسبوعية التي نقدمها لكم في الأيام من الاثنين إلى السبت، نستعرض أحدث المستجدات السياسية والاقتصادية والاجتماعية والثقافية والرياضية في اليابان، كما نسلط الضوء على أحدث التطورات في الشرق الأوسط ومنطقة آسيا والعالم.
وستستمتعون بتشكيلة من الفقرات أكثر تنوعاً من ذي قبل في «مجلة السبت» حيث نقدم لكم برامج جديدة مثل «حكايات شعبية» والبرنامج الشهري «دعوة إلى الغناء باليابانية» الذي نتدرب معاً من خلال كل حلقة منه على أداء أغنية يابانية شهيرة.
كما يواصل تقديم دروس «تعلم اللغة اليابانية»، ثلاث مرات أسبوعياً في أيام الاثنين والخميس والسبت.
ونواصل مع الأصدقاء اللقاء الأسبوعي من خلال «ندوة الصداقة».

## وصلات خارجية
- إن إتش كي وورلد على موقع IMDb (الإنجليزية)

- موقع راديو اليابان